# Портрет Платона Закревського
Портре́т Плато́на Закре́вського — твір Тараса Шевченка

## Історія створення
Платон Олексійович Закревський (1801—1882) — поміщик, один з власників села Березової Рудки, полковник у відставці, старший брат Віктора Закревського, чоловік Ганни Закревської.
Шевченко познайомився з родиною Закревських 29—30 червня 1843 року у Тетяни Вольховської у Мойсівці, неодноразово бував у їхньому маєтку (у Закревських завжди збиралися відомі діячі культури того часу), заприятелював з молодшим братом Віктором і 15—24 грудня цього ж року виконав на згадку їхні портрети.

## Оцінка мистецтвознавця[1]
На портреті виразно простежується особливість творчого методу художника: збереження найхарактерніших індивідуальних рис зображуваного.
Чітке моделювання обличчя, не позбавленого сили і енергії, зосереджений і заглиблений у себе погляд, сіро-темна колірна гама — все це створює злегка суворий і внутрішньо напружений образ сильної особистості.
Шевченко не зумів подолати дещо прохолодно-стримане власне ставлення до особи портретованого.

## Опис портрета
Полотно, олія (52 × 40,1). [Березова Рудка].
[9 — 23.XII 1843].
Портрет вмонтовано в овал.

## Експонування портрета
- 1911 — виставка художніх творів Т. Шевченка в Києві (вшанування поета в зв'язку з 50-річчям з дня його смерті)[2];

- 1939 — Республіканська ювілейна(125 років з дня народження) шевченківська виставка в Києві[3];

- 1951 — виставка образотворчого мистецтва Української РСР у Москві[4].

## Місця збереження
Попередні місця збереження: власність М. М. Закревської, Полтавський державний історичний музей, Галерея картин Т. Г. Шевченка, (Харків).
Зараз портрет зберігається в Національному музеї Тараса Шевченка.

## Копія портрета Платона Закревського[7]

### Опис портрета
Полотно, олія (52 × 40,5 см).

### Історія появи
10 березня 1930 року портрет передано з Літературного музею Інституту російської літератури АН СРСР («Пушкинский дом», Санкт-Петербург (тоді — Ленінград)) до Інституту Тараса Шевченка (Харків) як роботу Шевченка, і як Шевченків оригінальний твір його було записано до інвентаря Галереї картин Т. Г. Шевченка (Харків).
У Державному музеї Т. Г. Шевченка АН УРСР (Київ) цей портрет заінвентаризовано вже як роботу, сумнівну щодо авторства Шевченка.
Художньо-технічний рівень виконання в порівнянні до оригінального портрета П. О. Закревського, а також деяка відмінність кольорової гами не дають підстав приписувати цей твір Шевченкові.

### Місця збереження
Попередні місця збереження: збірка М. М. Закревської, Літературний музей Інституту російської літератури АН СРСР («Пушкинский дом»), Ленінград, Інститут Тараса Шевченка, Харків, Галерея картин Т. Г. Шевченка, Харків.
Теперішнє місце збереження: Національний музей Тараса Шевченка